# Łomianki (gromada)
Łomianki – dawna gromada, czyli najmniejsza jednostka podziału terytorialnego Polskiej Rzeczypospolitej Ludowej w latach 1954–1972.
Gromady, z gromadzkimi radami narodowymi (GRN) jako organami władzy najniższego stopnia na wsi, funkcjonowały od reformy reorganizującej administrację wiejską przeprowadzonej jesienią 1954 do momentu ich zniesienia z dniem 1 stycznia 1973, tym samym wypierając organizację gminną w latach 1954–1972.
Gromadę Łomianki z siedzibą GRN w Łomiankach (wówczas wsi) utworzono – jako jedną z 8759 gromad na obszarze Polski – w powiecie nowodworskim w woj. warszawskim, na mocy uchwały nr VI/10/9/54 WRN w Warszawie z dnia 5 października 1954. W skład jednostki weszły obszary dotychczasowych gromad Łomianki, Dąbrowa, Łomianki Górne, Łomianki Dolne, Kiełpin, Kiełpin Poduchowny i Kępa Kiełpińska ze zniesionej gminy Łomianki w tymże powiecie. Dla gromady ustalono 27 członków gromadzkiej rady narodowej.
31 grudnia 1959 do gromady Łomianki przyłączono wsie Dziekanów Polski, Dziekanów Leśny, Dziekanów Nowy i Sadowa ze znoszonej gromady Pieńków w tymże powiecie.
31 grudnia 1961 do gromady Łomianki włączono obszar zniesionej gromady Buraków w tymże powiecie.
Gromada przetrwała do końca 1972 roku, czyli do kolejnej reformy gminnej. 1 stycznia 1973 w powiecie nowodworskim reaktywowano gminę Łomianki (od 1999 gmina Łomianki należy do powiatu warszawskiego zachodniego).